# Thecocarcelia ochracea
Thecocarcelia ochracea là một loài ruồi trong họ Tachinidae.